# كارين برايس
كارين برايس (7 مايو 1955 في أستراليا - ) (بالإنجليزية: Karen Price)‏ هي لاعبة كريكت أسترالية. شاركت مع منتخب أستراليا الوطني للكريكت. أما مع النوادي، فقد لعبت مع New South Wales Breakers ‏.

## وصلات خارجية
- كارين برايس على موقع إي آس بي آن كريك إنفو (الإنجليزية)